# اویوین هولمسن
اویوین هولمسن (نروژی: Øivind Holmsen; ۲۸ آوریل ۱۹۱۲ – ۲۳ اوت ۱۹۹۶) بازیکن فوتبال اهل نروژ بود.
از باشگاه‌هایی که در آن بازی کرده‌است می‌توان به باشگاه فوتبال لین اشاره کرد.
وی همچنین در تیم ملی فوتبال نروژ بازی کرده‌است.